# (3621) Curtis
(3621) Curtis es un asteroide perteneciente al cinturón de asteroides, descubierto el 26 de septiembre de 1981 por Norman G. Thomas desde la Estación Anderson Mesa (condado de Coconino, cerca de Flagstaff, Arizona, Estados Unidos).

## Designación y nombre
Designado provisionalmente como 1981 SQ1. Fue nombrado Curtis en homenaje a “Curtis R. Carbutt” profesor de ciencias del descubridor.